# Rozamunda z Blaru
Rozamunda z Blaru (XII wiek) – normandzka szlachcianka, pani Vernon, matka św. Adjutora, błogosławiona Kościoła katolickiego.
Błogosławiona Rozamunda żyła w XII wieku w Normandii. Pochodziła z Blaru. Była żoną Jana, pana Vernon. Zapewniła chrześcijańskie wychowanie synowi św. Adjutorowi, krzyżowcowi i późniejszemu eremicie. Rozamunda była czczona wraz z synem w diecezjach: Chartres, Évreux oraz Rouen. Wspomnienie wyznaczone na 30 kwietnia.